# 凤上铁路
凤上铁路，一般称为凤上线，是从位于中国辽宁丹东凤城市的沈丹线之凤凰城站起，到中朝边境的丹东市宽甸满族自治县上河口站止的铁道。全线均在丹东市境内。全长154km的铁路。现属中国铁路沈阳局集团管辖。

## 历史
1937年7月，日本在所占据的中国东北的“东边道纵贯铁道工程计划”，规划建设安仁线（安东至桓仁），与田通铁路（溪田铁路的田师傅、经桓仁至通化）相接。安仁线计划是：由安奉线引出一条铁路支脉，经官家、大堡、灌水、八河川到达桓仁，全长171公里。凤灌线（凤凰城至灌水）1938年3月开工。1939年11月停工。1940年4月复工，1942年8月铺轨，1943年5月完成，开办临时营业。
1937年7月28日，满洲国、朝鲜总督府签订《关于鸭绿江及图们江发电事业备忘录》，在鸭绿江朝鲜水丰洞侧与中国拉古哨侧拦江筑坝，修建水丰水电站，总投资5,000万日元，双方各半，朝鮮鴨緑江水力電気株式会社、満州鴨緑江水力電気株式会社成立“鸭绿江水力发电株式会社”，社长野口遵，出资方为东洋拓殖株式会社、朝鮮水電、朝鮮送電、满洲国政府。1937年9月水豊発電所开始建设，建設費1億4000万日元，由西松組承建右岸堰堤、鉄道、道路，松本組承建鉄道。满铁修建了安仁线（安东至桓仁）灌水站至上河口站铁路。灌上线（灌水至上河口）1939年6月开工，1943年底停工，完成部分工程。 
宽甸至灌水段原本于1949年9月4日至11月12日拆除，以筹集铁路物资支援关内铁路修复。
1950年11月13日至12月18日的抗美援朝第二次战役期间，安东铁路分局紧急抢修凤上铁路灌水站至上河口站区段，恢复通车，成为战争期间一条比较靠山、隐蔽的铁路主通道。
1951年，丹东的鸭绿江大桥被炸坏中断行车后，本线的上河口鴨綠江鐵路大橋成为战争运输和后勤补给的主要通道。
鸭绿江大桥位于长甸镇三把葫芦沟至朝鲜清水洞之间，修建于1950年、桥长1500米、桥宽8米。
2015年，沈阳铁路局对该线路进行改造，同时开发线路周边景点，欲将该线路改造为以旅游用途为主，开行全国少有的旅游观光列车，往返于吉林、沈阳、凤凰山、丹东、山海关间，命名为辽宁·凤凰山号。每列观光列车由3—5节车厢组成，内有扶手，而且采用超大面积的车窗玻璃，隔日运行，6月11日18点，首趟列车从吉林站始发。另有由长春、赤峰始发的卧铺旅游列车。
2016年，沈阳铁路局投资400万元，于沿江铁路大桥中朝边界处建造国门及铁路抗美援朝博物馆。博物馆位于长甸镇上河口村六组，距离国门1000米左右，由沈阳铁路局投资1500万元修建，占地面积2052平方米，建筑面积2944.52平方米，共二层，屋面为观景平台。